# تكون الورم الصماوي المتعدد النوع 1
تكون الورم الصماوي المتعدد هو نوع من مجموعة من الاختلالات التي تحصل في جهاز الغدد الصماء في الجسم الذي يُعدّ مسؤولاً عن إفراز الهرمونات المختلفة في الدمّ.
تكون الورم الصماوي المتعدد يؤدي إلى نشوء أورام في غدّتين على الأقلّ بالإضافة إلى أنّه يؤدي إلى حدوث أورام في أنسجة الجسم الأخرى، وهذه الأورام قد تكون من النوع الحميد وقد تكون من النوع الخبيث.
أهمّ نوعين من هذه الاختلالات هما تكوّن الورم الصماوي المتعدد النوع 1، وتكوّن الورم الصماوي المتعدد النوع 2.
يختلف كلّ منهما عن الآخر بالوحدات الوراثية المعتلّة (genes involved)، أنواع الهرمونات المنتجة، وفي الأعراض والعلامات للمرض.
تُقدّر نسبة حدوث هذا الخلل ب 1 لكلّ 30000 شخص تقريباً.
على الرغم من أنّ عدداً كبيراً من الأورام قد يحدث في تكون الورم الصماوي المتعدد، إلا أنّ أورام الغدة النخامية والغدد جارات الدرقية والبنكرياس هي الأكثر حدوثاً في تكون الورم الصماوي المتعدد النوع الأول.
زيادة نشاط الغدد الصمّاء الحاصل في تكون الورم الصماوي المتعدد النوع الأول يظهر على شكل:
- الغدد جارات الدرقية: زيادة نشاط هذه الغدد هو أكثر علامة ضمن علامات هذا الخلل حدوثاً، حيث يؤدي هذا الناشاط إلى اعتلال في توازن الكالسيوم في الجسم، مما ينتج: حصًى في الكلى، هشاشة في العظام، ارتفاع في ضغط الدمّ، فقدان الشهية، شعف عامّ، والاكتئاب.
- أورام الغدة النخامية قد تظهر على شكل البرولاكتينوما التي تؤدي إلى إفراز كميات كبيرة من هرمون البرولاكتين الذي يؤدي بدوره إلى تثبيط إفراز الهرمونات الجنسية ممّا يمكن أن يؤدي إلى العُقم.

أورام الغدّة النخامية قد تكون كبيرة في الحجم لتسبب أعراضاً وعلاماتٍ عن طريق الضغط على أجزاء الدماغ المجاورة.
- أورام البنكرياس التي تحدث ضمن تكون الورم الصماوي المتعدد النوع 1 تحدث عادةً في خلايا بيتا في جزر لانغرهناس ممّا يؤدي إلى إفراز كميات كبيرة من هرمون الإنسولين وذلك يؤدّي إلى انخفاض في درجات سكّر الدم (الغلوكوز). على الرغم من ذلك قد يحدث ورم البنكرياس في خلايا ألفا المؤولة عن إنتاج هرمون الغلوكاجون مما يُنتج الثلاثي الكلاسيكي: ارتفاع في سكّر الدمّ، طفح جلديّ مهاجر، ونقصان في الوزن.

و أيضاً قد يكون ورم البنكرياس على شكل غاسترينوما الذي يؤدي إلى إنتاج الهرمون غاسترين وهذا الهرمون يحفّز الخلايا الجدارية في معدة لإنتاج المزيد من حامض الهيدروكلوريك، وهذه النتيجة تُعرف باسم متلازمة متلازمة زولينجر إيليسون التي قد تؤدي إلى أعراض مثل قرحة المعدة، ألم في البطن، بالإضافة إلى إسهال مزمن.
تكوّن الورم الصمّاوي المتعدد النوع الأول (MEN 1) قد يؤدّي أيضاً إلى أورام في الغدد الكظرية (بنسبة 40%) والغدة الدرقية (بنسبة 20%).

## الجينات
الأشخاص المُصابون بتكون الورم الصماوي المتعدد النوع 1 يحملون نسخةً مشوّهةً من الجين MEN1 في كلّ خلية، في حين أن النسخة الأخرى من الجين تتعرّض للتشوّه في بعض الخلايا خلال حياة هؤلاء الأشخاص.
ينتج من ذلك أنّ هذه الخلايا تمسي بلا أي نسخةٍ فعّالة من الجين المذكور، ممّا يؤدي إلى تكاثر هذه الخلايا بشكل خارج عن السيطرة وبالتالي تكوين الأورام.

## الأعراض والعلامات
- جارات الغدّة الدرقية

فرط إفراز هرمون جارات الغدّة الدرقية (Hyperparathyroidism) يحصل في أكثر من 90% من مرضى تكون الورم الصماوي المتعدد النوع 1.
نتائج هذا الفرط: ارتفاع مستوى الكالسيوم في الدمّ بدون أي أعراض؛ تكوّن حصى الكلى؛ تكلّس الكلى.
على العكس من الحالات غير المرتبطة بالجينات من فرط إفراز هرمون جارات الغدّة الدرقية، فإنّ الأورام الحميدة المتعددة (Adenoma) التضخّم الحميد (Hyperplasia) أكثر شيوعاً من الورم الحميد المنفرد كسبب لزيادة مستوى هرمون جارات الغدّة الدرقية.
- البنكرياس

أورام جزر لانغرهانس في البنكرياس تحصل في 60%-70% من المرضى، وفي أغلب الأحيان يتكوّن أكثر من ورم واحد في ذات الوقت، وحوالي 30% من هذه الأورام تعدّ أوراماً خبيثة ذات قدرة على الانتشار في الجسم.
على الرغم من قدرتها على الانتشار الواسع في الجسم، تسلك الأورام الخبيثة التي تحدث ضمن تكون الورم الصماوي المتعدد النوع 1 مساراً يحمل نتائج أحسن من النتائج الحاصلة من باقي أورام البنكرياس الخبيثة التي تحدث بشكل منفرد.
40% من أورام البنكرياس ضمن تكون الورم الصماوي المتعدد النوع 1 تحدث في الخلايا بيتا في جزر لانغرهانس وتنتج هرمون الإنسولين لذا يُطلق عليها اسم (إنسولينوما) وهذا الهرمون قد يؤدي إلى انخفاض مستوى سكّر الدمّ (Hypoglycemia). أورام الخلايا بيتا تحدث بشكل أكبر ضمن الفئة العمرية تحت عمر الأربعين عاماً.
تتشكّل أورام البنكرياس في غير خلايا بيتا في 60% من الحالات وتحدث بشكل أكبر ضمن الفئة العمرية فوق عمر الأربعين عاماً.
احتمالية كَون الورم خبيثاً تكون أكبر فيما إذا كان هذا الروم قد نشأ من غير خلايا بيتا.
معظم أورام جزر لانغرهانس تكون مفرزة للهرمونات؛ هرمون الجاسترين يُنتج من الأورام الناشئة في غير خلايا بيتا، وزيادة إفراز هذا الهرمون تؤدي إلى زيادة إنتاج حمض الهيدروكلويك حمض الهيدروكلوريك في المعدة مما يحمل نتائج سيئة مثل: تثبيط عمل هرمونات البنكرياس الهاضمة في الإثني عشر؛ وذلك بدوره يسبّب حدوث الإسهال والإسهال الدهني ؛ والقرحة في أكثر من 50% من المرضى.
في الغالب، القرح الناتجة ضمن تكوّن الورم الصماوي المتعدد النوع 1 تكونُ متعدّدة؛ في أماكن غير اعتيادية؛ أكثر عرضة للنزيف؛ أكثر عرضة للانثقاب؛ وأكثر عرضة للانسداد؛ ومقاومِة لشتّى طرق العلاج الطبّي والجراحي.
20%-60% من مرضى متلازمة زولينجر-إليسون يحملون خلل تكوّن الورم الصماوي المتعدد النوع 1.
من أعراض الأورام الناتجة من غير خلايا بيتا إسهالٌ إفرازيٌ شديدٌ يؤدّي إلى اختلال في مستويات السوائل والأملاح في الجسم (نقص في مستوى البوتاسيوم بشكل خاصّ)، وهذه الأعراض قد تُعزى إلى الهرمون Vasoactive intestinal polypeptide (VIP( لذا تمّ إطلاق الاسم Vipoma على الروم المنتج لهذه الأعراض، على الرغم من أن الكثير من الهرمونات الأخرى قد يكون لها يد في هذه الأعراض مثل البروستاجلندين.
فرط إفراز الهرمونات التالية قد يحدث أيضاً ضمن تكون الورم الصماوي المتعدد النوع 1 لكنّ حدوثه يعدّ نادراً:
جلوكاجون، سوماتوستاتين، كروموجرانين، كالسيتونين، ACTH (مؤديا إلى متلازمة كاشينج)، somatostatin–releasing hormone (مؤدياً إلى مرض ضخامة النهايات أو العملقة) .
قد يحدث أيضاً أن يكون ورم البنكرياس غير منتجاً، وربّما يكون هذا النّوع هو الأكثر شيوعاً من أورام البنكرياس ضمن تكوّن الورم الصماوي المتعدد النوع الأول.
بما يتعلّق بهذا النوع من الأوران، يرتبط حجم الورم بعلاقة طردية مع احتمال انتشاره وكونه خبيثاً.
- الغدّة النخامية

تحصل أورام الغدة النخامية في 15%-40% من المصابين بتكوّن الورم الصمّاوي المتعدد النوع الأول، حوالي 25%-90% منها هي برولاكتينوما، 25% منها تنتج هرمون النموّ أو هرمون النموّ بالإضافة إلى البرولاكتين، بينما تنتج 5% منها هرمون الACTH، بينما تكون أغلب الأورام الباقية خاملة وغير منتجة.
فرط إفراز البرولاكتين قد يؤدّي إلى ثرّ اللبن، بينما يؤدي فرط إفراز هرمون النموّ إلى فرط التنسّج (العملقة/ضخامة النهايات)، في حين أن فرط إفراز ACTH يؤدّي إلى متلازمة فرط نشاط قشر الكظر (متلازمة كوشينغ).
نموّ أورام الغدّة النخامية إلى حجم كبير قد يؤدّي إلى أعراض محليّة مثل: اختلال في البصر؛ اختلال في وظائف الدماغ؛ ألم في الرأس؛ نقص في إفراز هرمونات الغدة النخاميّة.
أورام الغدّة النخامية التي تحدث ضمن تكوّن الورم الصماوي المتعدد النوع 1 تتصرّف عادةً بعدوانيّة أكبر من الأورام التي تحدث خارج نطاق هذا الخلل.

## أعراض أخرى
أورام الغدة الدرقية والغدد الكظرية تحدث أيضاً ضمن تكون الورم الصماوي المتعدد النوع 1، لكن، مستويات هرمونات هذه الغدد نادراً ما تتأثر بهذه الأورام.
```
الأورام السرطاوية
، 
الأورام الشحمية
 قد تحدث أيضاً ضمن تكون الورم الصماوي المتعدد النوع 1.
```

## التشخيص
يًنصح الأشخاص الذين يُعتقد بحملهم تكون الورم الصماوي المتعدد النوع 1 بالتعرّض لفحص الجينات خاصّة جين MEN1، خصوصاً إذا كان:
- العمر أقلّ من 40 عاماً
- يحمل تاريخ العائلة هذا الاختلال
- تعرّض الشخص لأورام متعددة أو متكررة
- تعرّض لحدوث أورام في أكثر من عضو من أعضاء الجسم.